# Melanocharis nigra
Melanocharis nigra là một loài chim trong họ Melanocharitidae.